# Blepharepium auricinctum
Blepharepium auricinctum är en tvåvingeart som först beskrevs av Ignaz Rudolph Schiner 1867.  Blepharepium auricinctum ingår i släktet Blepharepium och familjen rovflugor.
Artens utbredningsområde är Surinam. Inga underarter finns listade i Catalogue of Life.